# Christopher Adolf
Christopher Silas Adolf (* 16. April 1976) ist ein ehemaliger palauischer Sprinter.

## Biografie
Christopher Adolf war Teil der ersten Olympiamannschaft von Palau bei den Olympischen Spielen 2000 in Sydney. Adolf startete im 100-Meter-Lauf, schied jedoch mit einer Zeit von 11,01 Sekunden als Letzter in seinem Vorlauf aus.